# Na lavici obžalovaných justice
Na lavici obžalovaných justice je třináctidílný televizní seriál České televize (natočený v koprodukci se společností BUC-FILM) z roku 1998, který volně interpretuje některé mediálně známé soudní případy z doby především po roce 1989. Premiérově byl vysílán v roce 1999, zatím jedinou reprízu měl v roce 2006.
Dějově je seriál umístěn do fiktivního okresního města Bójany, u jehož okresního soudu se potkávají a střetávají občané, soudci, advokáti i státní zástupci nad běžnými i méně běžnými problémy občanskoprávními i trestněprávními. Mysteriózní nádech seriálu dodávají fantazie jednotlivých protagonistů, kteří se ve svých snech ocitají v jakési „jeskyni spravedlnosti“ a jsou sami souzeni a nuceni se hájit za své současné i minulé činy.
Tvůrci seriálu přinesli pohled na základní instituci soudního systému, kterým je okresní soud. Je zobrazen ve své každodenní činnosti i patrně typickém personálním vybavení, jak rozhoduje v občansko právních sporech i v trestních řízeních. Soudci a soudní čekatelé, státní zástupci a obhájci, vyšetřovatelé a policisté, viníci i nevinní a další lidé okolo, ti všichni jsou hlavními postavami třinácti příběhů z prostředí, kde vládne, či by měla vládnout spravedlnost.
Česká televize

## Obsazení

### Hlavní postavy
| Jakub Špalek       | soudní čekatel, posléze soudce Jaromír Ondrašík                                           |
| Jakub Wehrenberg   | soudní čekatel, posléze soudce Tomáš Sojka                                                |
| Luděk Munzar       | soudce Petr Bareš, předseda Okresního soudu Bójany                                        |
| Daniela Kolářová   | soudkyně Zdena Šípová, místopředsedkyně Okresního soudu Bójany                            |
| Jan Novotný        | soudce Pavel Jurka                                                                        |
| Roman Štolpa       | soudce Jan Vítek                                                                          |
| Eva Režnarová      | soudkyně Věra Škodná                                                                      |
| Taťjana Medvecká   | „krvavá“ soudkyně Marcelína Horvátková                                                    |
| Monika Schullerová | soudkyně Anežka Vlčková                                                                   |
| Hana Ševčíková     | soudní čekatelka, posléze soudkyně Věra Kučerová                                          |
| Jan Teplý          | státní zástupce Josef Kredbulen, původní předseda OSZ Bójany, bývalý člen KSČ             |
| Josef Carda        | státní zástupce Luděk Hanuš, nový předseda OSZ Bójany                                     |
| Jan Vágner         | státní zástupce, dříve vojenský prokurátor Milan Čermák, původní místopředseda OSZ Bójany |
| Naďa Konvalinková  | státní zástupkyně Romana Válková, nová místopředsedkyně OSZ Bójany                        |
| Ljuba Krbová       | státní zástupkyně Jana Poláková                                                           |
| Jiří Vyorálek      | státní zástupce Michal „Sumec“ Křenek                                                     |
| Martin Štěpánek    | advokát Josef Budla, bývalý agent StB                                                     |
| Rudolf Hrušínský   | advokát, dříve vojenský prokurátor Miroslav Křížalka, bývalý člen KSČ                     |
| Adam Novák         | sokolník – strážce spravedlnosti                                                          |

### Vedlejší postavy
| Milan Riehs         | soudce Josef Navrátil, doyen sboru, bývalý člen KSČ                                         |
| Zuzana Bydžovská    | „nepohodlná“ soudkyně Šárka Keberová                                                        |
| Svatopluk Skopal    | soudce Emil Kostka                                                                          |
| Veronika Jeníková   | advokátka Pavla Dudková                                                                     |
| Vladimír Kratina    | advokát Jan Kalfáč                                                                          |
| Magdalena Reifová   | advokátka Marta Pešková                                                                     |
| Josef Abrhám        | psychiatr Jan Batěk                                                                         |
| Ilja Racek          | majitel obchodu s fotoaparáty D. A. Vidlynch                                                |
| Martin Zounar       | podnikatel Viktor Janoušek                                                                  |
| Filip Blažek        | podnikatel András Čermák                                                                    |
| Kateřina Macháčková | soudkyně Miroslava Mádrová z krajského soudu                                                |
| René Přibil         | Petr Horvátek, ředitel banky, manžel soudkyně Horvátkové, bývalý tajemník OV KSČ v Bójanech |
| Veronika Freimanová | Karla Barešová, manželka předsedy okresního soudu Bareše                                    |
| Jaroslava Adamová   | paní Jurková, matka soudce Jurky                                                            |
| Zita Kabátová       | domácí paní Šárová                                                                          |
| Oto Ševčík          | středoškolský profesor Jindřich Deml zvaný Prevít                                           |
| Ladislav Županič    | advokát, dříve soudce Viktor Ondrašík (Jaromírův otec), bývalý člen KSČ                     |
| Tereza Brodská      | Ester Valentová, přítelkyně Tomáše Sojky                                                    |

### Epizodní postavy
| Kamil Halbich  | Karel Valenta                                               |
| Petr Meissel   | David Bergman, vedoucí pošty v Bójanech                     |
| Václav Knop    | advokát Tomáš Soukol                                        |
| Jan Kačer      | soudce Josef Maxa z krajského soudu                         |
| Martin Havelka | vyděrač Karel Vinkler                                       |
| Jiří Holý      | komunistický vyšetřovatel Klement Grobeček, bývalý člen KSČ |
| Marek Taclík   | zloděj Roman Dvořák                                         |
| Petr Štěpán    | zloděj Radek Novák                                          |

## Seznam a obsah dílů

### 1. díl - Omyl krále Šalamouna
K okresnímu soudu v Bójanech přichází jako soudní čekatelé dva čerství absolventi PF UK Tomáš Sojka a Jaromír Ondrašík. Setkávají se zde s Věrou Kučerovou, která u soudu již nějakou dobu čekateluje a která je zasvěcuje do života soudu i soudců. U trestního soudu se projednává případ majitele obchodu pana Vrábela, který v sebeobraně omylem ustřelil varlata mladému Romovi, který přepadl jeho obchod. Případ soudí předseda okresního soudu Petr Bareš. Ačkoliv vyplývá, že šlo ze strany pana Vrábela o nutnou obranu, je odsouzen podle § 221 (Ublížení na zdraví) odst. 1 a 2 písm. c) Trestního zákona k nepodmíněnému trestu odnětí svobody na 3 roky. U civilního soudu se řeší rozvod a péče o dítě manželů Karla a Ester Valentových. Případ soudí praktikující katolička Anežka Vlčková. Z výpovědí vyplyne, že odpůrce Karel Valenta je katolík, zároveň však alkoholik s násilnickými sklony. Navrhovatelka Ester Valentová je židovského vyznání, během těhotenství zvažovala interrupci a během jednání slovně napadne soudního znalce. Manželství soud rozvede, dítě však soudkyně Vlčková nesvěří do péče ani jednoho z rodičů, nýbrž ho nechá odvézt do dětského domova. 

### 8. díl - Dobří soudci dobře spí
Tento díl se zabývá vyšetřovatelem StB Klementem Grobečkem (analogie na Aloise Grebeníčka), který v 50. letech krutě vyslýchal a mučil politické vězně. Grobečka vyšetřuje ÚDV. Jeho vyšetřovací spis je však stále státním zástupcem Čermákem, který je spolu s předsedou OSZ vůči Grobečkovi loajální, z nesmyslných důvodů vracen k došetření. Poté, co státní zástupce Čermák odejde na krajské státní zastupitelství, převezme jeho případy mladý státní zástupce Křenek, který o loajalitě vůči Grobečkovi neví a pošle případ k soudu. Předseda OSZ se ho snaží donutit k zpětvzetí obžaloby a pohrozí mu vyhazovem, státní zástupce Křenek však odmítá tento příkaz vykonat. Sám předseda Kredbulen si netroufá vzít obžalobu zpět, a tak aspoň pověřuje případem jemu loajální státní zástupkyni Válkovou. Grobečka obhajuje JUDr. Křížalka a případ soudí soudce Vítek. Obhájce se státní zástupkyní to zpočátku vidí jako výhodu, jelikož ví o jeho zamaskované chybě, které se v minulosti jako soudce dopustil. U hlavního líčení jsou svědky (tehdejšími vězni) popisovány kruté praktiky, které Grobeček prováděl, jako např.: bití, drcení varlat, elektrické šoky, trhání nehtů atd. Státní zástupkyně na tyto svědecké výpovědi nijak nereaguje, obhájce se je snaží zpochybnit slabou pamětí a trestní minulostí svědků. Před rozsudkem se obhájce se státní zástupkyní chtějí se soudcem domluvit, aby Grobečka zprostil viny. Soudce Vítek to však odmítne s tím, že na té chybě, kterou se ho pokoušeli vydírat, mají stejný podíl viny jako on. Nakonec je Klement Grobeček odsouzen podle § 158 (Zneužívání pravomoci veřejného činitele) odst. 1 a 2 písm. c) v jednočinném souběhu s § 221 (Ublížení na zdraví) odst. 1 a 2 písm. b) a c) a § 222 (Těžká újma na zdraví) odst. 1 a 2 písm. b) Trestního zákona k nepodmíněnému trestu odnětí svobody na 10 let.

### 11. díl - Padni komu padni
U trestního soudu se řeší případy dvou zlodějů aut Romana Dvořáka a Radka Nováka, kteří dostali za úkol od překupníka ukrást několik vozů Audi 80. Oba jsou chyceni policií a obviněni z krádeže. Zatímco starší a zkušenější soudkyně Zdena Šípová pošle Romana Dvořáka do vazby, mladá soudkyně Anežka Vlčková vazbu na Radka Nováka neuvalí. Případ Romana Dvořáka soudí soudce Vítek a případ Radka Nováka předseda soudu Bareš. U obou případů se obhájci snaží o překvalifikování na neoprávněné užití cizí věci. Zatímco soudce Vítek tuto tzv. účelovou obhajobu JUDr. Křížalky prokoukne a odsoudí Romana Dvořáka podle § 247 (Krádež) odst. 3 písm. b) Trestního zákona k nepodmíněnému trestu odnětí svobody na 3 roky, předseda soudu Bareš se naopak nechá od obhájkyně Peškové přesvědčit, že šlo o neoprávněné užití cizí věci a odsoudí Radka Nováka podle § 249 odst. 1 Trestního zákona k 8měsíčnímu trestu odnětí svobody s podmíněným odkladem na 1 rok. U civilního soudu řeší soudkyně Věra Škodná výživné pro navrhovatele – 23letého studenta, kterému zemřela matka. Navrhovatel požaduje zvýšení výživného placeného otcem, z 800 na 4000 Kč. Odpůrce, tj. otec zastupovaný JUDr. Budlou se zvýšením nesouhlasí, protože se s ním jeho syn vůbec nestýká. Navrhovatel zdůvodňuje své nestýkání se s otcem tím, že byl za socialismu členem KV KSČ a že se rozvedl s jeho matkou, protože její bratr podepsal Chartu 77. Odpůrci jsou jako zástupci ředitele banky a členovi správní rady prokázány měsíční příjmy ve výši 70 000 Kč. Soud nakonec přizná navrhovateli výživné ve výši 8000 Kč.